# Pasto de trigo

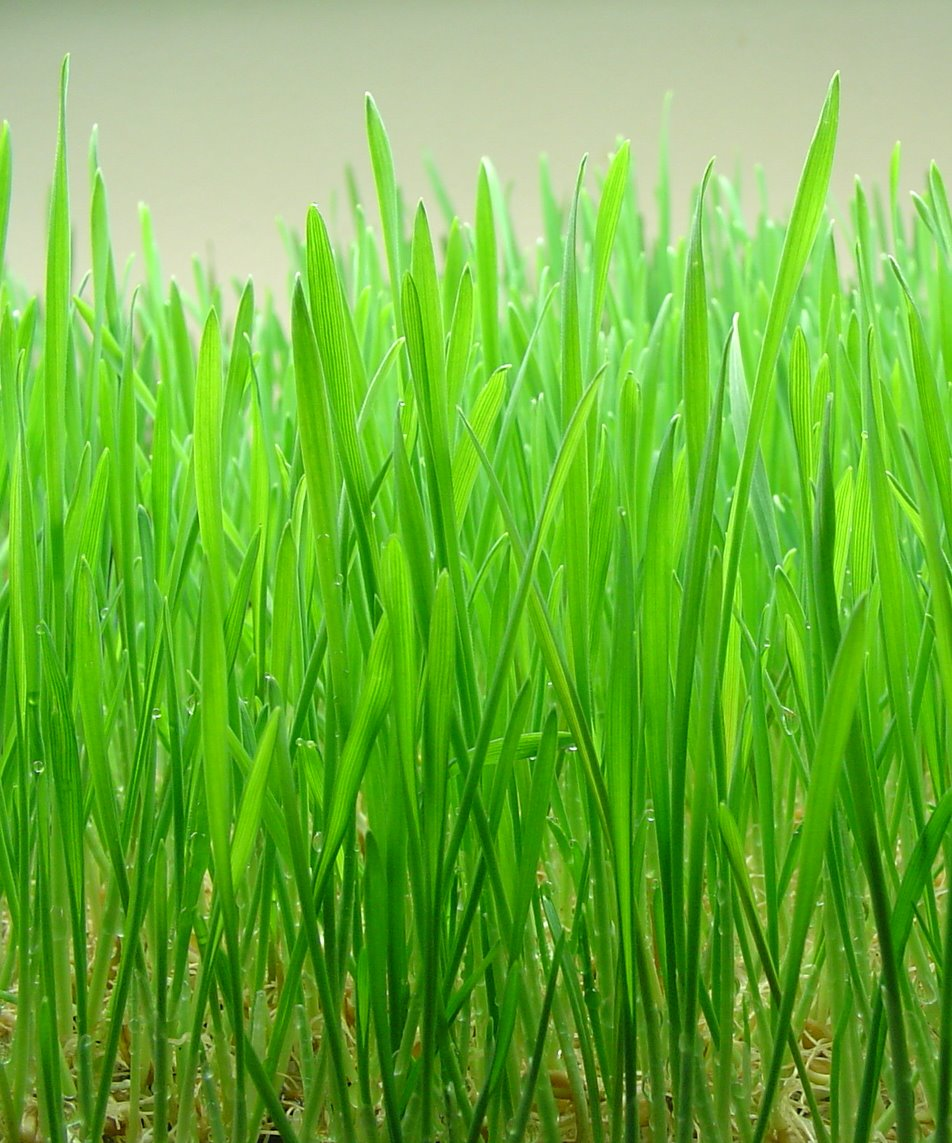
Pasto de trigo crecido al interior a 8-10 días de cosecha

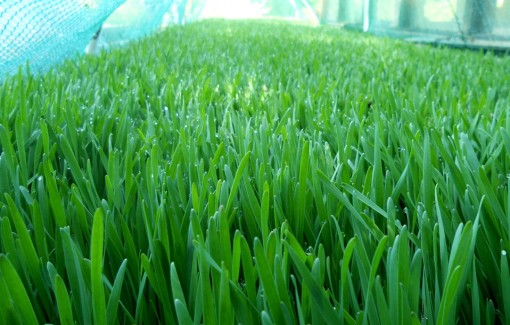
La hierba deletreada crecida al aire libre. Con un color verde más profundo que trigo.

Pasto de trigo son las hojas recién brotadas de la planta de trigo común, utilizado como alimento, bebida, o suplemento dietético. El pasto se sirve fresco o a congelación secada.
Como las mayoría de las plantas, pasto de trigo contiene clorofila, aminoácidos, minerales, vitaminas, y enzimas.
Gastronómicamente se utiliza como vegetal y es a menudo usado para elaborar jugos o como un agregado a licuados.